# 独立命令
独立命令（どくりつめいれい）は、行政府が法律を根拠とせずに独立に定める命令。行政立法の一種であるが、執行命令（法律を執行するための命令）および委任命令（法律の委任に基づく命令）とは区別される。歴史的には、議会に対して行政府の力が強い立憲君主主義の下で認められていた例が多く見られるが、現代においてもこれを認める例がある。

## フランス
復古王政期のフランスにおいては、1814年憲章（fr:Charte de 1814）第14条が明示的に国王の独立命令権を定めていた。
また、現代においては、第五共和国憲法が、従前は（運用上はともかく建前としては）否定されていた独立命令を正面から認めている。すなわち、同憲法第34条に限定列挙された法律事項（domaine du la loi）以外の事項については第37条第1項により命令事項（domaine du règlement）とされており、これについては独立命令（fr:règlement autonome）が許容されている。命令 (フランス法)を参照。

## ドイツ
ドイツ帝国においては皇帝の独立命令権が事実上認められていたが、議会の力の強大化に伴い19世紀末に否定された。

## 日本

### 旧憲法
大日本帝国憲法下において、独立命令は、法律とは独立に天皇の大権によって発する命令を指し、法律を執行するためにする命令（執行命令）や、委任に基づく命令（委任命令）とは区別される。これを「独立命令」というのは、法律に対して独立であるという意味であって、法律に従属するものではないことをいう。
独立命令は、法規命令と行政命令の両者を包含する。諸国の憲法では、おおむね、独立命令で規定することができる範囲を行政命令のみに限定し、法規命令は独立には発することができないとするのを普通としているが、大日本帝国憲法は、行政命令だけではなく、ある範囲においては法規命令をも独立に発することができるものとした。
大日本帝国憲法が定める独立命令は、9条後段に定める命令と、天皇の大権事項を定める命令とに大別される。

#### 9条後段に定める命令
9条後段は、「公共ノ安寧󠄀秩序ヲ保持シ及臣民ノ幸福󠄁ヲ增進󠄁スル爲ニ必要ナル命令」と規定しているが、「公共ノ安寧󠄀秩序ヲ保持シ」というのは消極的に社会に対する障害を防止し、除去することを意味し、「臣民ノ幸福󠄁ヲ增進󠄁スル」というのは、積極的に社会の福利を増進し、開発することを意味する。前者による独立命令は警察命令といい、後者による独立命令は行政命令の性質を有する。

##### 警察命令
警察命令をもって定めることができる範囲は、公共の安寧秩序を保持するために必要な限度にとどまる。「秩序ヲ保持」するとは、社会生活の健全な状態を保持するという意味であって、社会の健全な状態を妨げるべき障害が起きようとするのを防ぎ、すでに起きた障害を除くことを意味する。警察命令は、このような目的に必要な限度においてのみ発することができるが、この目的に必要であるか否かは、政府が認定するよりほかないため、全くこのような目的のためにするものではないと認めるべき場合を除くほかは、必要の程度を超えたことを理由として命令を無効とすることはできない。
また、警察命令は、人民に国家に対する義務を命じ、又は行政機関に対して人民にその義務を命ずる権能を授与することしかできない。警察命令の目的は、社会の秩序を保持することにあって、私法関係の秩序を保持することではないから、私人相互の関係において、法を作り、法を維持するようなことは、警察命令をもって行うことはできない。警察命令で定めることができるのは、ただ、社会の秩序を維持するために必要な限度において、人民に社会上有害な行為を禁止し、有害なるべきおそれがある行為について許可を受けさせ、社会上必要な行為を命じ、又は行政庁の強制を受忍してこれに抵抗すべからざる義務を負わせることだけである。これらの義務を、「警察義務」という。警察命令は、自ら警察義務を定め、あるいは、行政機関にその義務を課しうべき権能を授与する。後者の場合、警察義務は、行政行為によって初めて成立するものであって、命令は、ただその根拠を与えるだけである。
警察命令は、法律の制限内において、罰則を定めることができる。命令ノ条項違犯ニ関スル罰則ノ件（明治23年法律第84号）は、200円の罰金、1年の懲役を最高限度として、これ以下の罰則を命令に付することを可能としている。
警察命令は、法律のもとにその効力を有するものであるから、法律に抵触する規定を設けることはできない。また、法律に直接抵触しないとしても、すでに法律が規定している事項について命令が定めることはできない。

##### 行政命令
「臣民ノ幸福󠄁ヲ增進󠄁スル爲ニ必要ナル命令」は、警察命令とは異なり、人民に義務を命ずることを内容とすることができない。「幸福󠄁ヲ增進󠄁スル」とは、利益を供給することを意味し、負担を課すことを意味しない。国家は、社会の福利を増進するために諸種の公益事業を経営し、公益上必要な物的施設を維持し、また、民間の事業を保護奨励するものであるが、この命令は、人民がこれらの事業又は施設を利用する条件を定め、又は民間の事業を保護奨励するための準則を定める命令をいう。いずれも、人民の自由を制限し、又は権利を拘束するものではなく、人民に提供すべき利益の内容を定め、人民にその定める条件で任意にその利益を享受することができるようにするものであるから、この命令は、法規としての性質を有するものではなく、行政命令に属するものである。

#### 大権事項を定める命令
天皇の大権としての独立命令権が個別に定められていた。具体的に認められていた独立命令は、次のとおりである。
- 公式令 - 天皇は法律の公布を命じる権限を有する（大日本帝国憲法第6条）。法律等の国民に一般に交付することを要するものについて、その公布をすることは政府の職務に属するため、公布の方式は勅令で定めることができる[9]。また、皇室典範及び皇室令についても、その公布は国家事務として行われるため、公布の方式は勅令で定められる[9]。

- 官制および官吏令 - 天皇は行政各部の官制および文武官の俸給を定め、文武官を任免する（大日本帝国憲法第10条）。官制は、国の機関に人民に対して国権を行いうべき権能を付与する限度において法規の性質を有するが、その他はただ行政機関の内部関係を定めるにとどまるため行政命令に属する[10]。官吏令は、官吏の勤務関係の範囲内においてその権利義務に関する規定を設けているのは、任意の承諾を前提としており、新たな法規を定めるものではない[10]。官吏の任用資格に関する規定は、その資格のない者を任用しない旨の定めであって、任命大権の準則にとどめるから、人民の権利を制限するものではなく、法規としての性質を有しない[10]。いずれも、行政命令に属する[10]。これに対し、官吏となりうべき能力を制限し、又は剥奪することは、国民の参政権能力を制限するものであって、法律によってのみ定めることができる[10]。官制及び官吏令は、憲法又は法律に特例の定めがあるものがあり、その特例の定めのある限度においては、勅令で定めることができない[10]。

- 軍制令 - 天皇は陸海軍の編成および常備兵額を定める（大日本帝国憲法第12条）。当初は勅令として定められていたが、後に軍令として定められた。

- 栄典令 - 天皇は、栄典に関する制を定める（大日本帝国憲法第15条）。位階令、勲章令、褒賞令、記章令などの勅令で定められている[11]。なお、爵位については（憲法ではなく）皇室典範に基づく皇室令（華族令）で定められている[11]。

- 恩赦令 - 恩赦に関する規定は刑法および刑事訴訟法に定めるところであったが、刑法および刑事訴訟法の改正に際してその規定は除かれ、大正元年、勅令で恩赦令を定めた（大日本帝国憲法第16条）[11]。

このほか、大日本帝国憲法の規定によらずに慣習上特に勅令で法規を定めることができたものとして、地名令および暦時令がある。これらは、土地及び時間について公の名称を一定し、法律行為の準則とするものであるから、性質上は法規を定めるものであるが、直接に人民の権利を侵し負担を課すものではないため、当然に天皇の大権に属するものと解され、従来、勅令をもって定められてきた。
学校令は、大部分が行政命令の性質を有し、当然、勅令をもって定めることができるものであるが、小学校令は、児童の就学の義務を課し、市町村に学校負担を課しており、私立学校令は、私法人に学校特権を付与するものであるから、いずれも単純な行政命令ではなく、憲法の原則からいえば、法律をもってのみ定めることができるものである。
なお、大権事項を定める勅令も、その効力においては法律のもとにあり、法律に抵触することができない。憲法は、9条の命令についてのみ、特に「命令ヲ以テ法律ヲ變更スルコトヲ得ス」と規定しているが、命令が法律を変更できないのは当然の原則であって、全ての命令に適用があるものと解さなければならない。

### 現行憲法
現行憲法下では、執行命令と委任命令のみが認められており、独立命令は認められない。
もっとも、政府見解によれば、憲法73条6号により「この憲法及び法律の規定を実施するために、政令を制定すること。」が内閣の権限とされていることから、法律事項でない事項（栄典の授与など）については（法律に基づかずに）憲法を実施するための政令を定めることができるものと解されている。勲章 (日本)#根拠法を巡る問題を参照。

## イギリス
イギリスにおいては、現在も一定の事項については、議会制定法律ではなく、国王大権に基づく枢密院勅令または枢密院令により第一次立法が行われる。